# Électrium
Pour les articles homonymes, voir Electrium.
L'Électrium est un centre d'interprétation de l'électricité d'Hydro-Québec situé à Sainte-Julie, sur la Rive-Sud de Montréal, au Québec. Les visites guidées y sont gratuites.